# Houdan
Cet article concerne la ville des Yvelines. Pour la poule, voir Houdan (race de poule).
Houdan est une commune française du département des Yvelines et de la région Île-de-France.

## Géographie

Localisation de Houdan dans les Yvelines.

### Situation
La commune de Houdan se trouve dans l'ouest des Yvelines  à la limite du département d'Eure-et-Loir. Elle se situe à  27 kilomètres au sud de Mantes-la-Jolie, chef-lieu d'arrondissement, et à 43 kilomètres à l'ouest de Versailles, chef-lieu du département.
Les communes limitrophes sont Gressey au nord, Maulette et Richebourg au nord-est, Maulette à l'est et au sud, Goussainville à l'ouest et Saint-Lubin-de-la-Haye au nord-ouest (ces deux dernières communes appartenant au département d'Eure-et-Loir).

### Hydrographie
La commune est irriguée par la Vesgre, petite rivière de 45 kilomètres de long, affluente de l'Eure, qui prend sa source dans le massif de Rambouillet et traverse la commune selon une orientation sud-est - nord-ouest. Plusieurs ruisseaux affluents rejoignent la Vesgre à proximité immédiate du site du bourg de Houdan, dont l'Opton, 16 km de long, venant du sud, et le Sausseron, 4 km de long, venant du nord. Un autre ruisseau, l'Andusse, 6,5 km de long, venant du sud-ouest, conflue dans l'Opton à Thionville-sur-Opton, au sud de Houdan dans la commune limitrophe de Maulette.
En outre, l'aqueduc de l'Avre, ouvrage participant à l'alimentation en eau potable de la ville de Paris, traverse la partie nord de la commune. Il franchit la vallée de la Vesgre par un pont-siphon, d'une longueur de 2 150 mètres, absorbant une dénivellation de 31 mètres entre le fond de la vallée (altitude : 93 m) et les coteaux environnant (126 m).

### Relief et géologie
Houdan appartient au Drouais. Son territoire est assez plat, au cœur de la plaine du pays houdannais (Entre Bréval et Houdan). Ce paysage globalement plat, qu'on retrouve de plus en plus dans l'ouest des Yvelines rappelle la proximité de la commune à l'Eure-et-Loir et à la Beauce (19 kilomètres de Dreux). Le sol est très riche et très propice à l'agriculture.

### Climat
Pour des articles plus généraux, voir Climat de l'Île-de-France et Climat des Yvelines.
En 2010, le climat de la commune est de type climat océanique dégradé des plaines du Centre et du Nord, selon une étude du CNRS s'appuyant sur une série de données couvrant la période 1971-2000. En 2020, Météo-France publie une typologie des climats de la France métropolitaine dans laquelle la commune est exposée à un climat océanique et est dans la région climatique  Sud-ouest du bassin Parisien, caractérisée par une faible pluviométrie, notamment au printemps (120 à 150 mm) et un hiver froid (3,5 °C).
Pour la période 1971-2000, la température annuelle moyenne est de 10,7 °C, avec une amplitude thermique annuelle de 14,1 °C. Le cumul annuel moyen de précipitations est de 649 mm, avec 10,4 jours de précipitations en janvier et 7,8 jours en juillet. Pour la période 1991-2020, la température moyenne annuelle observée sur la station météorologique la plus proche, située sur la commune de Bû à 8 km à vol d'oiseau, est de 11,4 °C et le cumul annuel moyen de précipitations est de 633,2 mm,. Pour l'avenir, les paramètres climatiques de la commune estimés pour 2050 selon différents scénarios d'émission de gaz à effet de serre sont consultables sur un site dédié publié par Météo-France en novembre 2022.

### Occupation du territoire
| Type d'occupation           | Pourcentage | Superficie (en hectares) |
| --------------------------- | ----------- | ------------------------ |
| Espace urbain construit     | 13 %        | 138,5                    |
| Espace urbain non construit | 4 %         | 44,7                     |
| Espace rural                | 82 %        | 858,6                    |

Le territoire de la commune est essentiellement rural (82 %), l'espace urbain construit représentant 13 % du total, soit 139 hectares, dont 40 affectés aux zones d'activités et aux équipements (hors transport).
L'espace rural qui s'étend principalement dans la moitié nord du territoire communal, est en quasi-totalité (97 %) consacré à l'agriculture. Les parties boisées ne représentent que 1,4 % de cet espace (soit 1,1 % de la superficie totale de la commune).

### Transports et voies de communications

#### Réseau routier
La commune est desservie par la route nationale 12.

#### Desserte ferroviaire

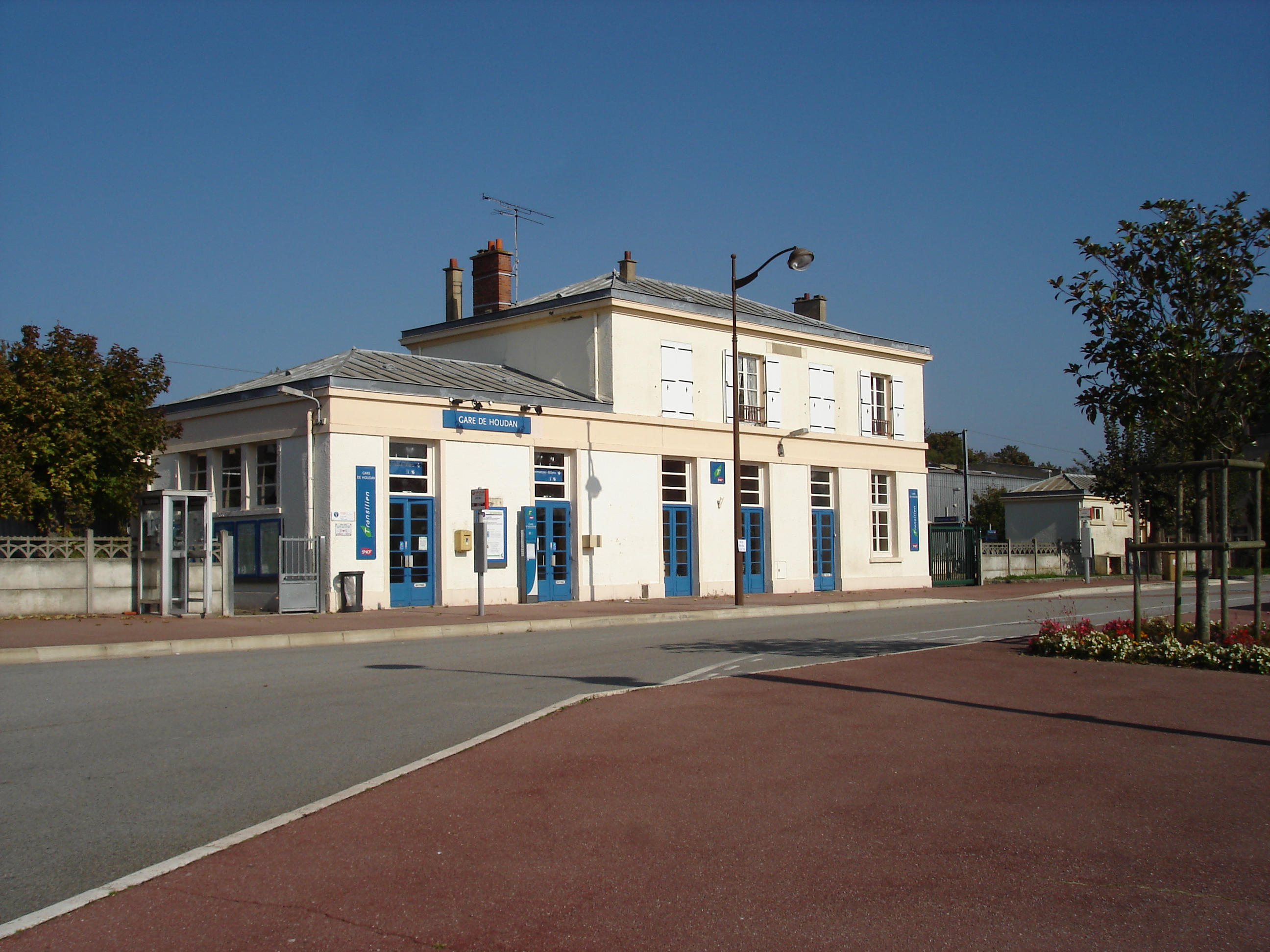
La gare de Houdan.

La ligne de Paris Montparnasse à Granville passe par le territoire communal. La commune possède une gare ferroviaire sur cette ligne.

#### Bus
La commune est desservie par les lignes 9, Express 60, 65 et Express 67 du réseau de bus Centre et Sud Yvelines.

#### Sentier de randonnée
Un sentier de grande randonnée, le GR 22 (itinéraire Île-de-France - Mont Saint-Michel), suit partiellement la limite nord de la commune. Un diverticule balisé permet de le rejoindre depuis la gare de Houdan. Celle-ci se trouve également sur le tracé du GRP des Yvelines.

## Urbanisme

### Typologie
Au 1er janvier 2024, Houdan est catégorisée bourg rural, selon la nouvelle grille communale de densité à sept niveaux définie par l'Insee en 2022.
Elle appartient à l'unité urbaine de Houdan, une agglomération intra-départementale regroupant deux  communes, dont elle est ville-centre,,. Par ailleurs la commune fait partie de l'aire d'attraction de Paris, dont elle est une commune de la couronne,. Cette aire regroupe 1 929 communes,.

## Toponymie
Le nom de la localité est attesté sous les formes Hosdenc en 1105, 1173, 1198, 1199, 1216 et 1222, Hosdench, Houdenc au XIIIe siècle en 1120, Houdan dès 1871.
Le nom de  Houdan  est probablement un toponyme d'origine francique, correspondant au composé germanique *husidun « maison sur la hauteur », ayant aussi évolué en France et en Belgique sous les formes Houdain, Hodent, Hodenc-l'Évêque, Hodeng-Hodenger, etc.

## Histoire

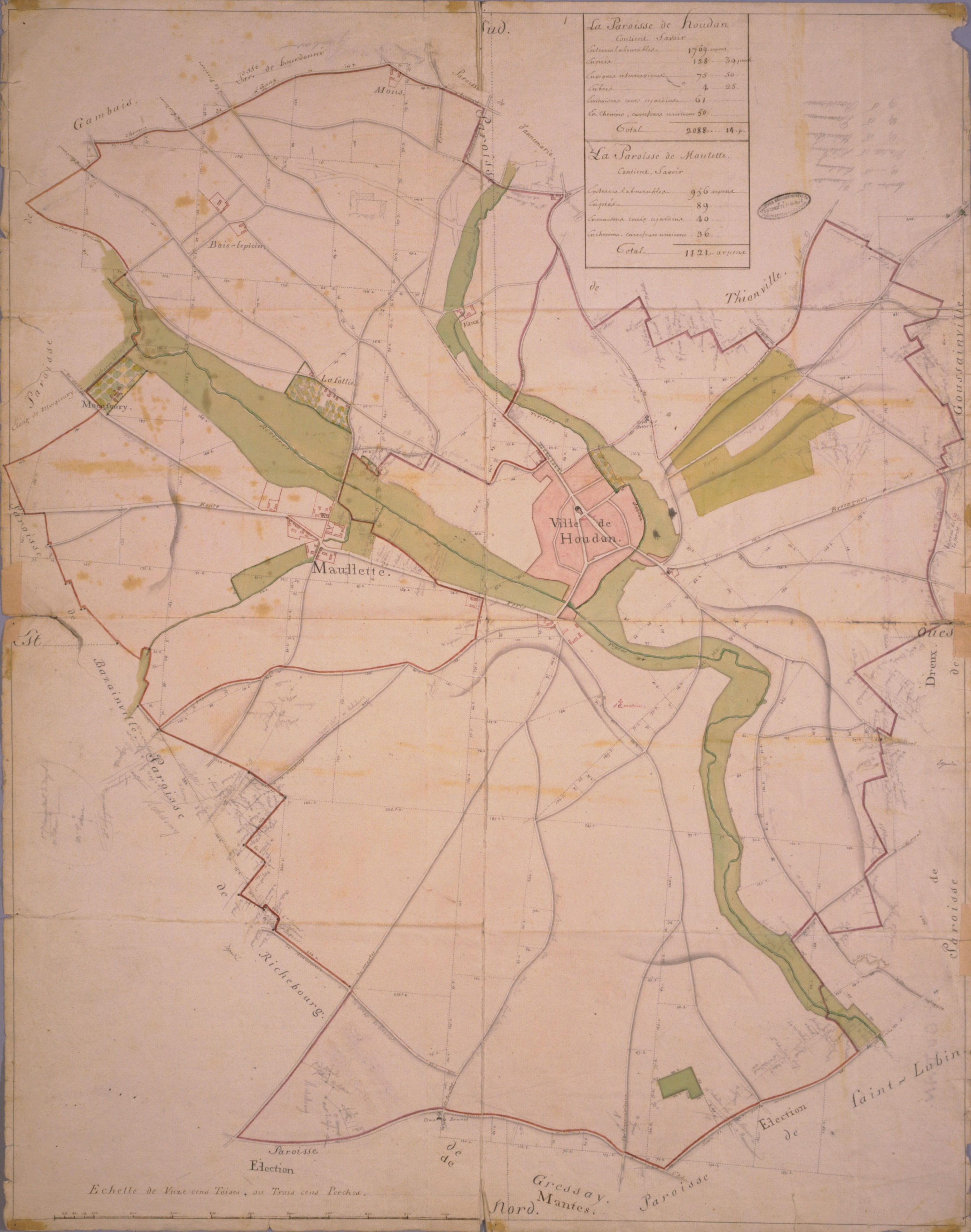
Plan d'intendance des paroisses de Houdan et Maulette en 1778 (le sud est en haut de la carte).

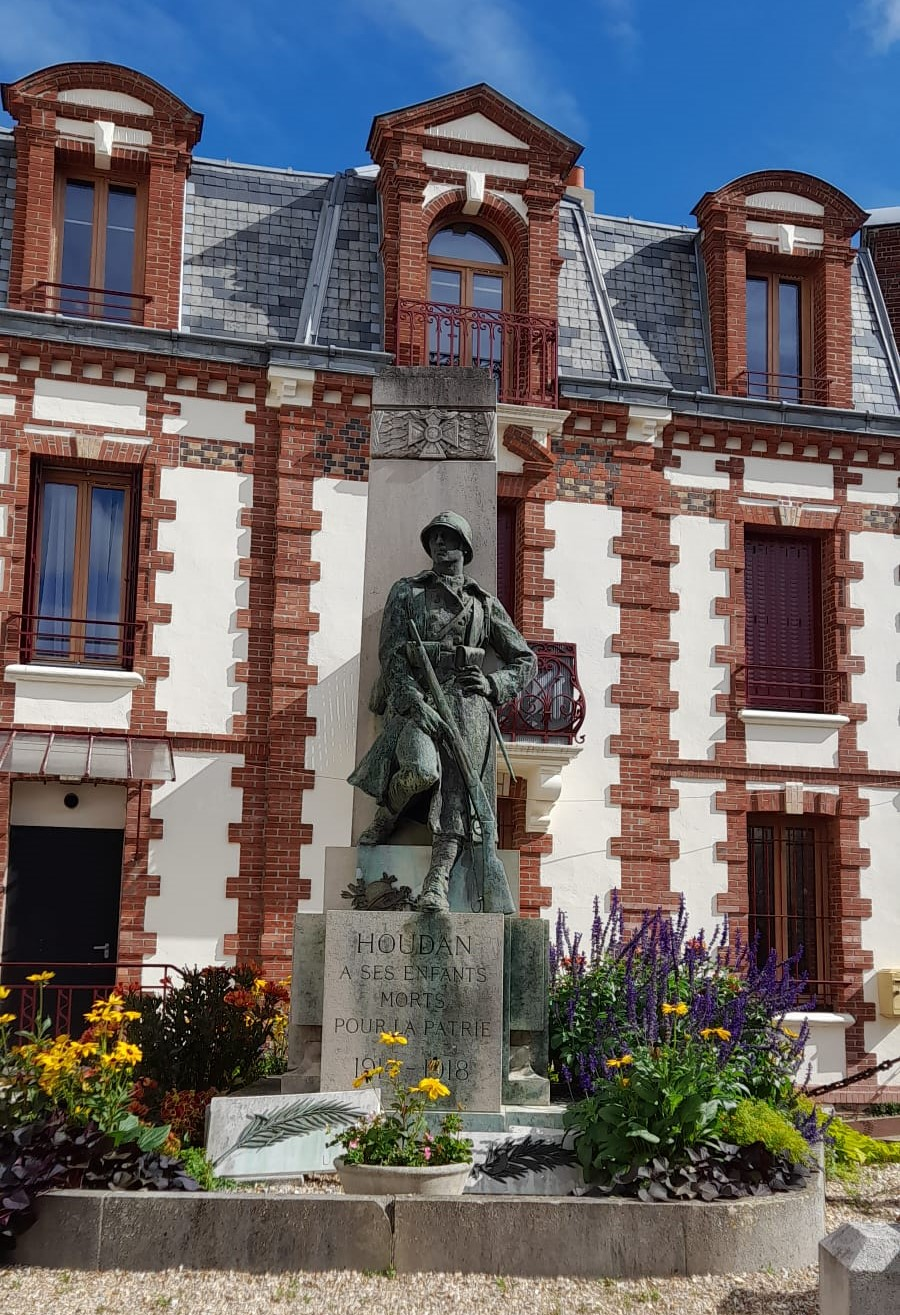
Hommage au Soldat inconnu à Houdan

Comté sous l'Ancien Régime, Houdan appartint à la famille des seigneurs de Montfort depuis le Xe siècle, 
- passa aux Clermont-Nesle (le connétable Raoul II de Clermont-Nesle était le fils d'Adèle de Montfort-l'Amaury ; succession aux Flandre-Dampierre ; aux Luxembourg-Ligny : Jean Ier ; aux Joinville-Vaudémont : Henri V, père de Marguerite qui céda Houdan à Jean IV de Bretagne),
- puis fut rattachée au duché de Bretagne par mariage (Jean de Bretagne était le fils de Yolande de Dreux, comtesse de Montfort, et son propre fils le duc Jean IV acquit Houdan comme on vient de le voir).
- La ville fut par la suite disputée par les Anglais et entra dans le domaine royal à la suite du mariage de Louis XII et d'Anne de Bretagne (descendante du duc Jean IV).
- Elle fut cédée par Louis XIV à la famille de Luynes (Charles-Honoré, grand-père de Charles-Philippe ; aussi comtes ou ducs de Montfort-l'Amaury, ils descendaient des Bretagne-Montfort par leur ancêtre Marie de Rohan) en échange de terres proches du parc de Versailles (1692), et resta la propriété des Luynes jusqu'à la Révolution.

En 1065, le comte Amaury II de Montfort créa la foire Saint-Matthieu au profit des moines de l’abbaye de Coulombs.

## Politique et administration

### Administration municipale
Le nombre d'habitants au dernier recensement étant compris entre 3 500 et 4 999, le nombre de membres du conseil municipal est de 27.

### Les maires de Houdan
| Période                                  | Période                      | Identité           | Étiquette       | Qualité |
| ---------------------------------------- | ---------------------------- | ------------------ | --------------- | --- |
| 1860                                     | 1871                         | Louis Blache       |                 | |
| Les données manquantes sont à compléter. |                              |                    |                 | |
| octobre 1947                             | mars 1965                    | Paul Boucher       |                 | Médecin Officier de la Légion d'honneur |
| mars 1965                                | mars 1983                    | Roger Gédon        |                 | |
| Les données manquantes sont à compléter. |                              |                    |                 | |
| mars 1989                                | juin 1995                    | Émile Le Noé       |                 | Professeur de collège |
| juin 1995                                | En cours (au 8 février 2022) | Jean-Marie Tétart, | RPR puis UMP-LR | Ingénieur honoraire des Ponts et Chaussées Député des Yvelines (9e circ.) (2012 → 2017) Conseiller général de Houdan (2004 → 2014) Vice-président du conseil général des Yvelines (2004 → 2014) Président de la CC du Pays Houdanais (1998 → 2012 puis 2020 → ) Réélu pour le mandat 2020-2026 |

### Instances administratives et judiciaires
La commune de Houdan est le chef-lieu du canton de Houdan et est rattachée à la communauté de communes du pays Houdanais.
Sur le plan électoral, la commune est rattachée à la neuvième circonscription des Yvelines, circonscription à dominante rurale du nord-ouest des Yvelines, dont la députée est Dieynaba Diop (Nouveau Front populaire - Parti socialiste).
Sur le plan judiciaire, Houdan fait partie de la juridiction d’instance de Mantes-la-Jolie et, comme toutes les communes des Yvelines, dépend du tribunal de grande instance ainsi que du tribunal de commerce sis à Versailles,.

### Tendances politiques et résultats
| Scrutin             | Scrutin             | 1er tour | 1er tour  | 1er tour | 1er tour | 1er tour  | 1er tour | 1er tour | 1er tour | 1er tour | 1er tour | 1er tour | 1er tour | 2d tour | 2d tour | 2d tour | 2d tour | 2d tour | 2d tour |
| Scrutin             | Scrutin             | 1er      | 1er       | %        | 2e       | 2e        | %        | 3e       | 3e       | %        | 4e       | 4e       | %        | 1er     | 1er     | %       | 2e      | 2e      | %       |
| ------------------- | ------------------- | -------- | --------- | -------- | -------- | --------- | -------- | -------- | -------- | -------- | -------- | -------- | -------- | ------- | ------- | ------- | ------- | ------- | ------- |
| Présidentielle 2017 | Présidentielle 2017 |          | EM        | 24,82    |          | LR        | 23,91    |          | FN       | 18,58    |          | LFI      | 16,53    |         | EM      | 70,33   |         | FN      | 29,67   |
| Présidentielle 2022 | Présidentielle 2022 |          | LREM      | 32,26    |          | RN        | 20,12    |          | LFI      | 18,81    |          | LR       | 8,20     |         | LREM    | 62,55   |         | RN      | 37,45   |
| Législatives 2022   | 9e                  |          | MoDem-Ens | 26,81    |          | LFI-Nupes | 23,15    |          | RN       | 16,71    |          | LR       | 15,40    |         | MoDem   | 63,20   |         | RN      | 36,80   |
| Législatives 2024   | 9e                  |          | RN        | 32,59    |          | MoDem-Ens | 25,40    |          | PS-NFP   | 23,23    |          | LR       | 11,78    |         | PS      | 53,34   |         | RN      | 46,66   |

### Intercommunalité
Outre la communauté de communes du pays Houdanais, la commune de Houdan participe à plusieurs syndicats intercommunaux, sans fiscalité propre, dont le périmètre est variable en fonction de leur objet : énergie, assainissement, ordures ménagères, transports scolaires. Ce sont les suivants :
- syndicat intercommunal d'assainissement de Houdan - Maulette,
- syndicat intercommunal d'évacuation et d'élimination des déchets de la région de Montfort-l'Amaury et Houadan (SIEED),
- syndicat intercommunal de transport et d'équipement de la région de Rambouillet (SITERR),
- syndicat intercommunal d'électricité de la région d'Orgerus (SIERO).

### Jumelages
- Pangbourne (Royaume-Uni)
- Groß Schneen (Allemagne)
- Baïla (Sénégal)

## Population et société

### Démographie

#### Évolution démographique

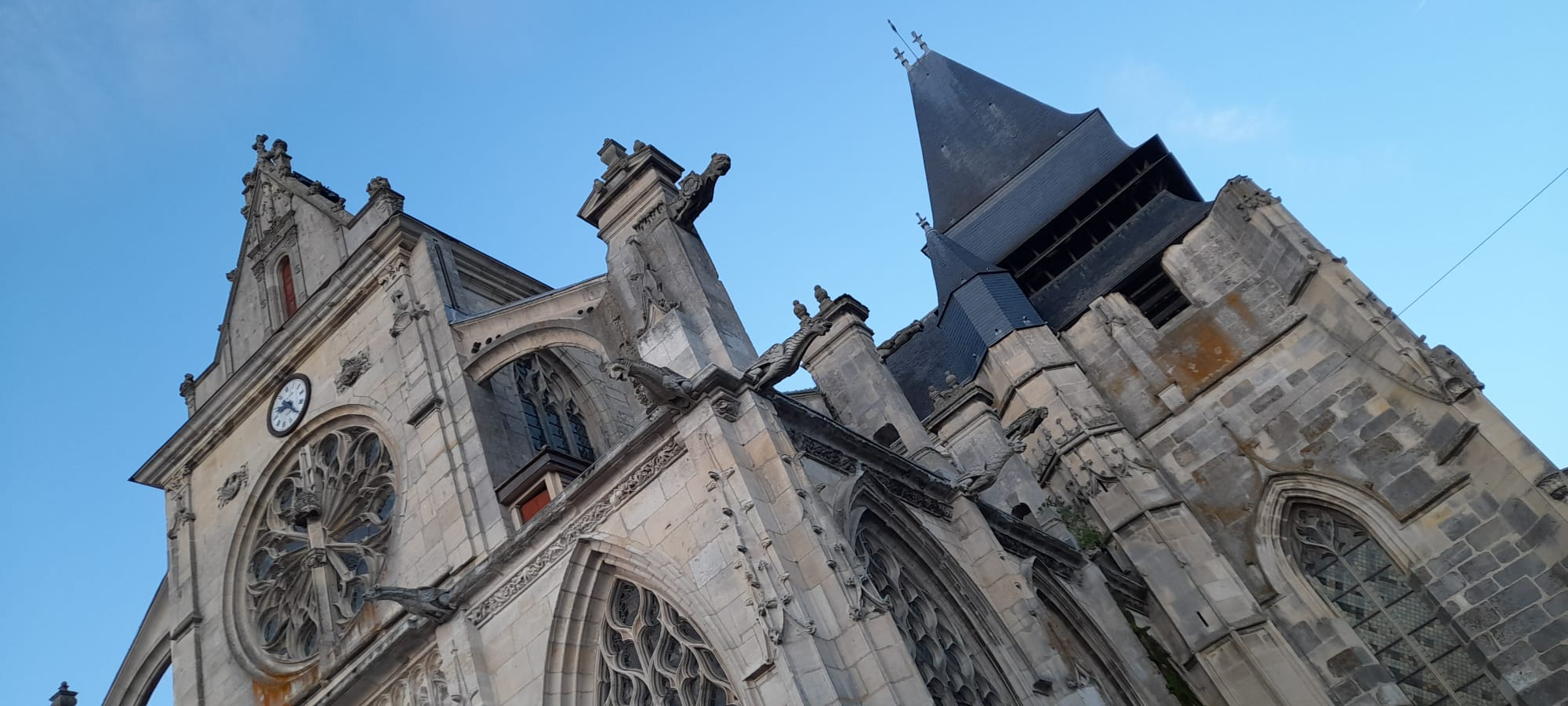
L’église Saint-Jacques–Saint-Christophe

L'évolution du nombre d'habitants est connue à travers les recensements de la population effectués dans la commune depuis 1793. Pour les communes de moins de 10 000 habitants, une enquête de recensement portant sur toute la population est réalisée tous les cinq ans, les populations de référence des années intermédiaires étant quant à elles estimées par interpolation ou extrapolation. Pour la commune, le premier recensement exhaustif entrant dans le cadre du nouveau dispositif a été réalisé en 2004.

En 2022, la commune comptait 3 716 habitants, en évolution de +2,45 % par rapport à 2016 (Yvelines : +2,72 %, France hors Mayotte : +2,11 %).
| 1793  | 1800  | 1806  | 1821  | 1831  | 1836  | 1841  | 1846  | 1851  |
| ----- | ----- | ----- | ----- | ----- | ----- | ----- | ----- | ----- |
| 2 000 | 1 825 | 1 903 | 1 856 | 1 839 | 1 980 | 2 003 | 2 105 | 2 143 |

| 1856  | 1861  | 1866  | 1872  | 1876  | 1881  | 1886  | 1891  | 1896  |
| ----- | ----- | ----- | ----- | ----- | ----- | ----- | ----- | ----- |
| 2 039 | 2 051 | 2 007 | 2 027 | 2 035 | 2 062 | 2 063 | 1 968 | 2 095 |

| 1901  | 1906  | 1911  | 1921  | 1926  | 1931  | 1936  | 1946  | 1954  |
| ----- | ----- | ----- | ----- | ----- | ----- | ----- | ----- | ----- |
| 2 085 | 2 100 | 2 135 | 2 056 | 2 126 | 2 068 | 1 937 | 2 083 | 2 116 |

| 1962  | 1968  | 1975  | 1982  | 1990  | 1999  | 2004  | 2006  | 2009  |
| ----- | ----- | ----- | ----- | ----- | ----- | ----- | ----- | ----- |
| 2 325 | 2 409 | 2 873 | 2 973 | 2 912 | 3 112 | 3 140 | 3 105 | 3 333 |

| 2014  | 2019  | 2022  | - | - | - | - | - | - |
| ----- | ----- | ----- | - | - | - | - | - | - |
| 3 464 | 3 671 | 3 716 | - | - | - | - | - | - |

#### Pyramide des âges
En 2018, le taux de personnes d'un âge inférieur à 30 ans s'élève à 33,8 %, soit en dessous de la moyenne départementale (38 %). À l'inverse, le taux de personnes d'âge supérieur à 60 ans est de 27,8 % la même année, alors qu'il est de 21,7 % au niveau départemental.
En 2018, la commune comptait 1 601 hommes pour 2 054 femmes, soit un taux de 56,20 % de femmes, largement supérieur au taux départemental (51,32 %).
Les pyramides des âges de la commune et du département s'établissent comme suit.
| Hommes | Classe d’âge | Femmes |
| ------ | ------------ | ------ |
| 1,0    | 90 ou +      | 3,1    |
| 7,7    | 75-89 ans    | 12,1   |
| 14,3   | 60-74 ans    | 16,4   |
| 20,1   | 45-59 ans    | 17,7   |
| 20,6   | 30-44 ans    | 18,8   |
| 17,2   | 15-29 ans    | 15,5   |
| 19,2   | 0-14 ans     | 16,3   |

| Hommes | Classe d’âge | Femmes |
| ------ | ------------ | ------ |
| 0,6    | 90 ou +      | 1,4    |
| 6      | 75-89 ans    | 7,8    |
| 13,5   | 60-74 ans    | 14,8   |
| 20,7   | 45-59 ans    | 20,1   |
| 19,6   | 30-44 ans    | 19,9   |
| 18,5   | 15-29 ans    | 16,8   |
| 21,2   | 0-14 ans     | 19,2   |

### Manifestations culturelles et festivités
En juillet, Houdan célèbre la fête de la Saint-Christophe, avec fête foraine et corso fleuri.

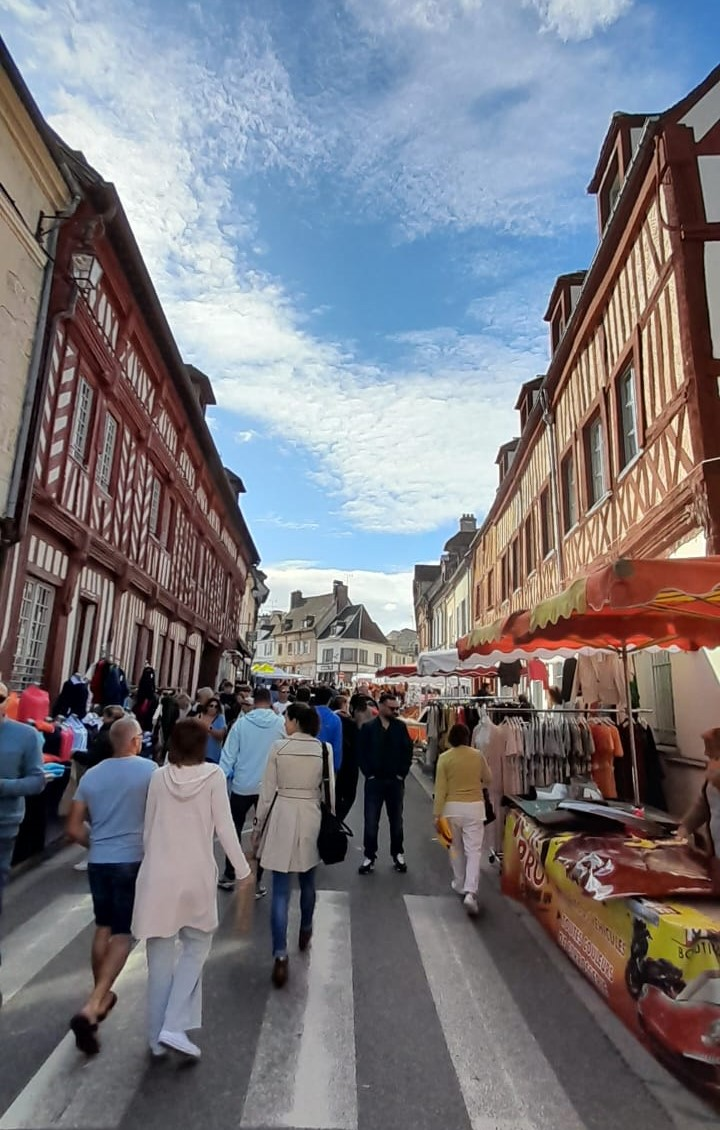
La foire Saint-Matthieu à Houdan

La foire Saint-Matthieu se déroule à Houdan tous les ans pendant deux ou trois jours lors du dernier week-end de septembre (la Saint-Matthieu se fête le 21 septembre). C'est l'une des plus vieilles foires d'Europe ; sa création remontrait à 1065, par le comte Amaury II de Montfort,. D'une durée initiale d'un jour, et dont les revenus permettaient à l'Hôtel Dieu d'aider la population en grande précarité, cette dernière allant en augmentant, il fut accordé une prorogation de 3 jours par lettre de Louis XVI du 21 juin 1777 , afin de permettre de couvrir les dépenses grandissantes. Cette lettre manuscrite est conservée comme un trésor par la ville.
- Traduction de la lettre de Louis XVI :   Louis, par la grâce de Dieu, Roi de France et de Navarre, à tous présents et à venir, salut ! Nos amés ( amis) les Maire ( Gerbe de Thore était le maire de Houdan alors en poste, nommé par Louis XV en 1773) et échevins (un échevin était, en France au Moyen Âge, un magistrat, nommé par le seigneur pour rendre la justice sur ses terres) de la ville de Houdan et les administrateurs de l’Hôtel Dieu de la dite ville nous ont fait (l’) exposé que le vingt un septembre de chaque année, il se tient à l’entrée de la Ville de Houdan, au lieu appelé la Maladrerie (léproserie) où le fief de Saint Matthieu, une foire qui ne dure qu’un jour, et que les administrateurs dudit Hôtel Dieu, lequel est propriétaire de ce fief, en perçoivent les droits. Que les revenus dudit Hôtel Dieu se trouvant diminués par plusieurs événements pendant que l’augmentation de la population dans ladite ville et les environs entraine nécessairement celle des paroissiens malades, il serait impossible de leur fournir les secours dont ils ont besoin si rien ne procurait sous peu quelques indemnités au dit Hôtel Dieu. Qu’on y parviendrait en prorogeant de trois autres jours la foire qui se tient le 21 septembre, et que les habitants de ladite ville y trouveraient en même temps leur avantage pour la consommation de leurs denrées. Pour cet effet, les « exposants » (ceux qui ont exposé le problème) nous ont fait supplier de leur accorder nos lettres sur ce nécessaire. À ces causes, voulant favorablement traiter les exposants, nous avons de notre grâce spéciale pleine puissance en autorité royale, prorogé, et par les présentes (lettres) signées de notre main, prorogeons de 3 jours la durée de la foire qui se tient le vingt et un septembre de chaque année à l’entrée de la ville de Houdan, lieu appelé la Maladrerie ou fief de Saint Matthieu. En conséquence, ordonnons qu’à compter du mois de septembre prochain, la durée de ladite foire durera et se tiendra pendant quatre jours consécutifs, sans que néanmoins il puisse être perçu sur les marchandises qui y seront vendues, d’autres droits que ceux qui y ont été perçus jusqu’à présent au profit dudit Hôtel Dieu, suivant les chartres (lieux propres à mettre quelque chose en sûreté) et concessions, sans préjudice des droits qui peuvent nous être dus sur lesdites marchandises. Voulons que les habitants de la ville de Houdan et des environs, marchands forains et tous autres jouissent des mêmes franchises, exemptions, privilèges et libertés dont jouissent ou doivent jouir les marchands et habitants des autres lieux où il y a des foires actuellement établies ; le tout pourvu toutefois, qu’à quatre lieues[45] à la ronde de ladite ville de Houdan, il n’y ait point de foire les trois jours. Cy donnons en mandement, à nos amés et feaux (à nos amis et fidèles) conseillers, les gens tenant notre cour de Parlement à Paris et à tous nos autres officiers qu’il appartiendra, que ces présentes ils aient à faire registre et de leur contenu jouir et user. Les exposants pleinement, paisiblement et perpétuellement cessant, en faisant cesser tout trouble et empêchement contraire, car tel est notre plaisir. En fin que ce soit chose ferme et stable à toujours, nous avons fait mettre notre scel (ancien vocable pour sceau au singulier) à ces dites présentes. Donné à Versailles, au mois de janvier, l’an de grâce mil sept cent soixante dix-sept de notre règne le troisième. (Louis XVI est monté sur le trône en 1774 à la mort de louis XV)  Louis. Par le Roy
  - Registrées (enregistrées par) le consentant, Le procureur du Roy pour jouir par les impétrants (Personne qui obtient de l'autorité compétente quelque chose qu'elle a sollicité) del’effet et contenu sur icelles (celles-ci) et être exécutées sous toutes leur forme et teneur conformément au tarif signé et certifié véritable par les dits impétrants le 20 et un juin mil sept cent soixante dix-sept suivant l’arrêt de le (du) gouvernement à Paris en Parlement le quinze juillet mil sept cent soixante dix-sept.

### Sports
Il existe à Houdan bon nombre de clubs de sport dont : l'Union Sportive Houdanaise de Handball (USH), le Gym Club Houdanais (GCH), l'Alliance Judo du pays houdanais, le club Houdan Karaté Do (HKD), l'Entente cycliste du Houdanais, le Football Club de la Région Houdanaise (FCRH) etc.
La ville a également accueilli le 6 mars 2011 le départ et l'arrivée de la 1re étape de la course de cyclisme Paris-Nice 2011.

## Économie
- L'élevage ovin était très développé au XIXe siècle.
- La foire Saint-Matthieu existe depuis 1065 à l’initiative du comte Amaury II de Montfort qui choisit Matthieu comme patron. Elle ne s'est interrompue que pendant la Deuxième Guerre mondiale. Cette foire est fondée au profit des moines de l’Abbaye de Coulombs, qui reçoivent les droits de place, en échange de l’entretien de la chapelle Saint Jean-Baptiste de Houdan[46].
- La renommée de la cité se fait grâce à l'élevage de la poule de Houdan.

Cette poule est reconnaissable à son plumage noir caillouté de blanc, à une énorme huppe ainsi qu'à ses cinq doigts par patte. L'élevage connait son apogée avant 1914 mais les célèbres poules disparaissent presque après la Seconde Guerre mondiale.
Un club protégeant cette race et celle de Faverolles, le  « Houdan Faverolles Club de France », est remis sur pied en 1979 par Daniel Cordier : ces races aujourd'hui sauvées bénéficient d'un label rouge.
En 1978, Daniel Cordier réinstaure au sein de la foire Saint-Mathieu un concours national avicole. Il y recrée un championnat de France de cette race ainsi que de celle de Faverolles.
- À Houdan, se trouvait l'usine de la boldoflorine, tisane destinée au traitement hépatique. Outre cette tisane, la distillerie produisait le « Guignolet houdanais » et du cidre. Le bâtiment désaffecté depuis la fin du XXe siècle, victime d'un incendie en mars 2004 a été depuis transformé en logements privés.
- Houdan est une petite cité dont la plupart des habitants travaillent à l'extérieur (principalement à Plaisir, Versailles, Paris…) et qui s'anime donc surtout le week-end.

## Culture locale et patrimoine

### Lieux et monuments

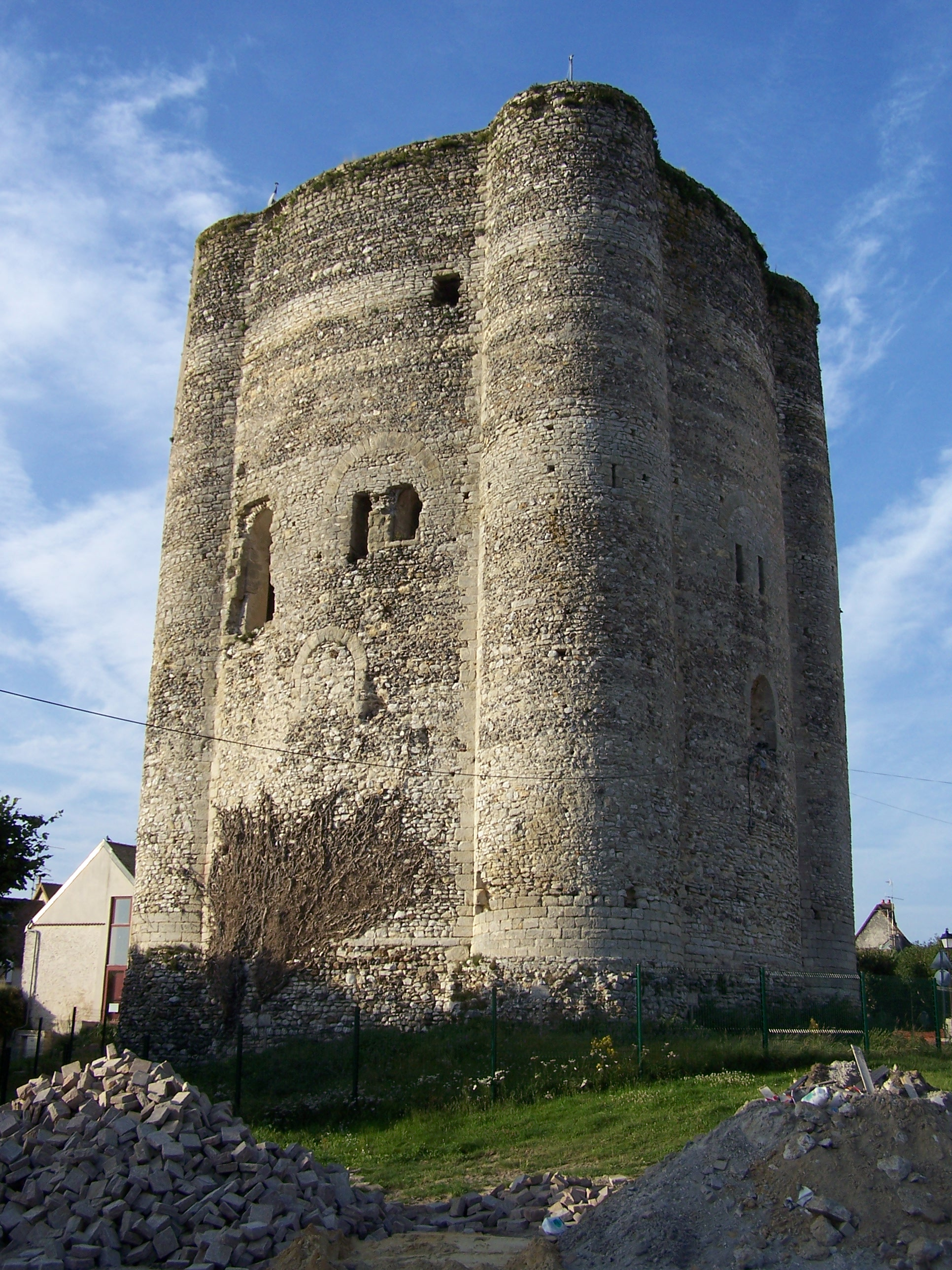
Le donjon.

- L'église Saint-Jacques et Saint-Christophe : de style gothique des XVe et XVIe siècles ; chœur de style Renaissance.  Classé MH (1840).
- Le donjon[47] : reste des anciennes fortifications, il fut construit au début du XIIIe siècle par Amaury III de Montfort ; c'est une tour massive isolée à l'ouest du bourg, de 25 mètres de haut et 16 mètres de diamètre, flanquée de quatre tourelles de 4,8 m de diamètre. Il est entièrement restauré en musée.  Classé MH (1889). Il est le seul vestige d'un petit chateau et se trouvait primitivement à l'intérieur d'une cour polygonale de 42 mètres de diamètre qu'entourait une courtine presque non flanquée. Divers bâtiments, dont un logis, s'élevaient dans la cour[48].
- L'Hôtel du Lys, édifice historique à colombages, construit à la fin du XVe siècle.
- A Houdan furent tournées plusieurs scènes du film policier " Comptes à rebours " en 1971.

### Personnalités liées à la commune
- Le général Jean-Marie Songeon, ancien soldat de Napoléon, enterré en 1834 dans le cimetière de Houdan.
- Jules Vian (1815-1904), ornithologue, premier président et cofondateur de la Société Zoologique de France y est né et enterré.
- Louise-Denise Damasse (1901-1987), peintre et résistante, née à Houdan.
- Gérard Klein (1942-), animateur et acteur français.
- Pierre Dumayet (1923-2011), journaliste et producteur de télévision.
- Maurice Perche (1924-2017), homme politique français, y est décédé.
- René-Paul Fouché, docteur en pharmacie, créateur de la boldoflorine[49], une tisane à base de boldo, séné, bourdaine et romarin, indiquée en automédication, notamment pour le foie et pour le traitement symptomatique de la constipation. Sa production à l'usine de Houdan a cessé en 1993[50].
- Alain Barrière (1935-2019), auteur-compositeur-interprète français, y a vécu[51].
- Laurent Ruquier (1963-), animateur de télévision et de radio, producteur de télévision et de théâtre.
- Florence Berthout (1962-), femme politique, y est née.
- Par ailleurs, la ville est mentionnée dans la chanson  de Jimmy Walter et Boris Vian, interprétée par Les Frères Jacques Le Tango interminable des perceurs de coffres-forts : " Les poulets grouillaient comme à Houdan un jour de foire."

### Confrérie
La confrérie gastronomique de la poule et du pâté de Houdan.

### Héraldique
| Armes | Les armes de Houdan se blasonnent ainsi : parti, au premier mi-parti à trois fleurs de lys d'or, au second d'argent à trois mouchetures d'hermine de sable. Elles rappellent la double appartenance historique de Houdan au royaume de France et au duché de Bretagne. |